# 양쪽성
양쪽성(영어: amphoteric) 물질은 화학에서 산성과 염기성 모두로 반응하는 물질을 말한다. 아미노산, 단백질, 물 등이 양쪽성 물질에 해당된다. 아연, 주석, 알루미늄, 베릴륨 등은 양쪽성 산화물을 만든다. 여기서는 브뢴스테드-로우리 산-염기 이론에 의해 산을 다른 물질에게 H+를 주는 물질, 염기를 다른 물질로부터 H+를 받아들이는 물질로 생각한다.

## 양쪽성 화합물
양쪽성 화합물은 염기성 화합물과 반응하여 짝산이 되고 산성 화합물과도 반응하여 짝염기가 되는 화합물을 일컫는데, 대표적인 예로 H2O, Al(OH)3 등이 있다.
예를 들어 산화 아연(ZnO)은 용매(여기서는 H2O가 용매이다.)의 pH 값에 따라
산성 용액에서는
ZnO + 2H+ → Zn2+ + H2O
염기성 용액에서는
ZnO + H2O + 2OH- → [Zn(OH)4]2-
로 이온화된다.
양쪽성 화합물의 예는 그밖에도 많다. 가장 대표적인 경우가 물이다.
염기:
H2O + HCl → H3O+ + Cl−
산:
H2O + NH3 → NH4+ + OH−
수산화 알루미늄 역시 양쪽성을 가진다.
염기:
Al(OH)3 + 3HCl → AlCl3 + 3H2O
산:
Al(OH)3 + NaOH → NaAl(OH)4

## 양쪽성 이온
한편 이온 중에도 양쪽성을 띠는 물질이 있는데 이런 이온을 양쪽성 이온이라고 한다.
가장 대표적인 예로 HSO4-가 있다.
HSO4-는 pH 7 이하의 용매 속에서
HSO4- + H+ → H2SO4 (알짜이온 반응식)
로 반응하는데 여기서 HSO4-는 수소 이온을 받아들였으므로 염기로 작용하지만
pH 7 이상의 용매 속에서는
HSO4- + OH- → SO42- + H2O (알짜이온 반응식)
로 반응하게 되어 여기서는 HSO4-가 수소 이온을 내보내게 되어 산으로 작용한다.

## 같이 보기
- 양쪽성 이온(쌍성 이온)